# Doboj Jug
Doboj Jug är en kommun i Bosnien och Hercegovina.   Den ligger i entiteten Federationen Bosnien och Hercegovina, i den centrala delen av landet, 90 km norr om huvudstaden Sarajevo. Antalet invånare är 4 409. Arean är 10,2 kvadratkilometer.